# Джонатан Кайт
Джонатан Кайт (нар. 2 вересня 1979; Скокі, Іллінойс, США) — американський актор та продюсер, закінчив Університет штату Іллінойс, найвідоміший за роллю кухаря в серіалі «Дві дівчини без копійчини». Дебютом був фільм 2004 року «Ally».
Брав участь у зйомках і озвучуванні фільмів: «Пірати Карибського моря: Скриня мерця» (2006), «Deeply Irresponsible» (2007), «Казки на ніч» (2011) та ін, серіалів «Чарівники з Уейверлі» (2007—2012), «Виховуючи Гоуп» (2010-. 2014), Джиммі Кіммель в прямому ефірі (2003—2014) та ін., персонажів у мультфільмі Американський Папаша (2005—2014 роки), ігри Red Faction Armageddon (2011).